# 朱文玉
朱文玉（1950年—），江苏淮安人，汉族，中华人民共和国政治人物、第十一届全国人民代表大会解放军代表。
毕业于河南省委党校行政管理专业，是中共党员。担任济南军区第26集团军军长。2008年起担任全国人大代表。